# Susie Linfield
Susie Linfield é uma teórica social e cultural na Universidade de Nova York.
Entre as idades de 8 e 15 anos, Linfield foi aluna da Escola de Ballet Americano de George Balanchine na cidade de Nova York. Ela dançou como estudante nas produções dos balés Don Quixote, Sonho de uma noite de verão e na produção do Royal Ballet em Nova York de O Quebra-Nozes sob a direção de Rudolf Nureyev. Ela então decidiu continuar os seus estudos na Ethical Culture Fieldston School na cidade de Nova York. Em seguida, obteve um diploma de bacharel em história americana no Oberlin College em Ohio.

## Carreira
Após a faculdade, ela mudou-se para Boston, onde dirigia o jornal feminista Wages for Housework. Ela então mudou-se para a cidade de Nova York, onde estudou jornalismo e produção de documentários na Universidade de Nova York. Ela é professora do departamento de jornalismo da Universidade de Nova York desde 1995; durante vários anos, foi diretora do programa de reportagem e crítica cultural.
Linfield actuou como editora-chefe da American Film, editora adjunta do The Village Voice e editora de artes do The Washington Post.

## Livros

### The Lions 'Den
Linfield é autor de The Lions 'Den: Sionism and the Left from Hannah Arendt to Noam Chomsky (2019), uma análise da forma como os principais intelectuais de esquerda moldaram o anti-semitismo e as atitudes anti-Israel que permeiam o discurso progressista contemporâneo.
O livro de Linfield, The Cruel Radiance: Photography and Political Violence (2011), foi finalista do National Book Critics Circle Award in Criticism e ganhou o Prémio Berlim.